# 海老澤佳奈
海老澤 佳奈（えびさわ かな、1992年1月6日 - ）は、日本のタレント、女優。茨城県水戸市出身。兵庫県神戸市在住。舞夢プロ所属。

## 経歴
- 2012年（平成24年）、神戸女子短期大学へ入学。
- 2010年（平成22年）、4月より「フラワープリンセスひょうご」を務める。
- 2012年（平成24年）1月、2012年度ミス日本においてミス着物およびスポニチ特別賞を受賞[1]。
- 2012年、国土交通省「Meet The New JAPAN」キャンペーンの公式サポーターに就任。

## 人物
水戸短大付高時代は野球部のマネジャーを務め、趣味は「野球のスコアをつけること」。強豪出身なだけに、3学年上の先輩には広島の會澤翼捕手がいる。

## 出演
- とくダネ!（2012年1月24日、フジテレビ）

エンタメのコーナーで、2012年ミス日本グランプリコンテストの特集に出演。コンテストに向けての生活を披露。またインタビューにも出演した。
- 板谷波山没後50周年記念記録映画「波山をたどる旅」 - 主演[3][4]。
- おはよう朝日・土曜日です（2013年5月11日 - 6月22日、ABC） - リポーター
- 彩の国ニュースほっと（2016年4月 - 、テレビ埼玉） - リポーター
- GOGO競馬サタデー!（2019年1月-、ラジオ関西）- アシスタント
- ごりやくさん（KBS京都） - 「第34回賀茂御祖神社」旅人（2020年8月）[5]
- ナジャ・グランディーバのチマタのハテナ（2020年11月 - 、eo光テレビ） - リポーター
- ジモまる（2022年5月13日 - 、テレビ岸和田） - MC